# Roca d'Arques
Pour les articles homonymes, voir Arca.
La Roca d'Arques est un dolmen situé à Oreilla, dans le département français des Pyrénées-Orientales.

## Historique
Le dolmen a été découvert par Jean Abélanet en 1969 lors d'une prospection basée sur la toponymie.

## Description
Le dolmen est un petit coffre mégalithique constituées de dalles en schiste. Il est inclus dans un tumulus.